# Julije Kempf
Julije Kempf (Pozsega, 1864. január 25. – Pozsega, 1934. június 6.), horvát történész, muzeológus, pedagógus, író, Pozsega polgármestere. A horvát helytörténeti irodalom megalapozója.

## Élete
Kempf a szlavóniai Pozsegában született. A pozsegai középiskola elvégzése után a zágrábi tanárképző főiskolára járt. Ezt követően Novi Vinodolskiba ment tanítani, majd 1885-ben visszatért Pozsegára, ahol az általános fiúiskolában tanított. Hamarosan modern tudományos elvei alapján kidolgozott didaktikai módszereiről vált ismertté, melyek a segítségével olyan tananyagot dolgozott ki a diákok számára, amelyek érdeklődésükre tartottak számot. Kempf támogatta a Pozsega-völgyi Tanárok Egyesületének megalakítását, amelynek elnöke lett, ami végül a Horvát Pedagógusok Szövetségében való szakszervezeti tagságához vezetett. Ismertségének köszönhetően Kempf 1902-ben a pozsegai általános fiúiskola igazgatója lett. Levéltári anyagokat gyűjtött és elemezve tanulmányozta Pozsega és a Pozsega-völgy történetét, amelyről számos cikket, brosúrát és könyvet publikált.
1910-ben Pozsega város díszpolgárává választották. 1917-ben szakmai eredményeinek köszönhetően Pozsega megye tanfelügyelőjévé nevezték ki. Ezt a tisztséget 1925-ig töltötte be, amikor Pozsega városának polgármesterévé választották, mely tisztségben négy évig szolgálta a várost. Nyugdíjba vonulása után még jobban elkötelezte magát a társadalmi életben. Aktívan részt vett számos társaságban és egyesületben, mint például a Pozsega-völgyi Pedagógusok Egyesülete, a Pozsegai Önkéntes Tűzoltóság, a Hegymászó Szövetség, a Horvát Olvasókör, a „Vijenac” Horvát Kórus és mások. Hagyatékának legfontosabb része személyes könyvtára, amely több mint 1000 kötetet tartalmaz, valamint az az eredeti szekrény, amelyben a könyvek a családi házban voltak. A könyvtár, valamint a katalógus, amelybe Kempf feljegyzett bizonyos címeket, jelenleg Pozsegában Városi Könyvtár és Olvasóteremben találhatók.

## Munkássága
Az iskolai szünetben Horvátországba és az akkori Ausztria-Magyarország más részeibe, Németországba, Olaszországba, Bosznia-Hercegovinába, Montenegróba és Romániába utazott. Prózai művei az utazási adatok szisztematikus rögzítéséről tanúskodnak. Összebarátkozott Dragutin Lermannel, Henry Morton Stanley afrikai expedícióinak egyik kutatójával és résztvevőjével. Kempf írta az előszavát Lerman afrikai leveleinek két könyvéhez. A két könyvet úgy írták meg, hogy az olvasó, különösen Pozsega lakosai, jobb képet kapjanak a távoli kontinensről. Történelmi örökség megőrzésével is foglalkozott. Az Országos Levéltár megbízottjaként (1903–10) 1908-ban a helyi Megyei Levéltárban rendezte a 18. századi anyagot.
Pozsega város kulturális életéhez jelentősen hozzájárult azzal, hogy 1924-ben megalapította az Oktatási és Kulturális Tanácsot, 1925-ben pedig a Városi Múzeumot. A városi múzeum gyűjteménye kezdetben a ferences kolostorban volt elhelyezve, majd 1930. október 19-én végleg a régi megyeházán kapott helyet, ahol Kempf volt az első igazgatója. Legfontosabb műve az 1910-ben megjelent „Požega: zemljopisne bilješke iz okoline i prilozi za povijest slobodnog i kraljevskog grada Požege i požeške županije” (Pozsega: Földrajzi feljegyzések a környékről és adalékok Pozsega szabad és királyi város és Pozsega vármegye történetéhez) című monográfia. Ebben ismertette a város és környékének földrajzi adottságait és történetét a legrégibb időktől a 20. század elejéig. Tudományos megalapozottsága és tematikai terjedelme miatt a munka máig a pozsegai régió kutatásának alapműve. Ennek kiegészítéseként publikálta az 1925–26-ban kiadott levéltári iratok gyűjteményét Pozsega és Pozsega vármegye múltjából. A „Lječilište Topusko u Hrvatskoj” (A Topuszkai gyógyfürdő Horvátországon, 1929) című könyvében áttekintést adott a hely történetéről, és számos földrajzi és meteorológiai megfigyeléssel színesíti turisztikai vonzerejét. Pozsega kulturális életében és történetének kutatásában szerzett érdemeiért a város díszpolgárává választották.
Julije Kempf több mint 400 cikket, útleírást, ismertetőt és kritikai művet publikált. Egyszerre volt gyermek- és pedagógiai író. Közreműködött a Pedagógiai Enciklopédia és számos folyóirat (Narodna starina, Vijenac, Požeške novine, Osječki Hrvatski List, Sveta Cecilija, Obzor, Slavonac, Napredak, Hrvatski učitelj, Prosvjeta, Hrvatski učiteljer, Hrvatska és mások) szerkesztésében. Posztumusz kiadott emlékiratai, a „Moja požeška sjećanja” (1996) bemutatják széles érdeklődési körének sokszínűségét, és képet adnak a 19. század végének és a 20. század elejének társadalmi eseményeiről a pozsegai régióban.

## Fő művei
- Listovi iz Afrike (1891)
- Novi listovi iz Afrike (1894)
- Od Save do Adrije Bosnom i Hercegovinom (1898)
- Uz obalu Adrije: po Hrvatskom Primorju (1902)
- Požega: zemljopisne bilješke iz okoline i prilozi za povijest slobodnog i kraljevskog grada Požege i požeške županije (1910)
- Mladom đačetu. 1000 riječi iz hrvatske povijesti (1907)
- Iz Požeške kotline (1914.)
- Oko Psunja (1924)
- Iz prošlosti Požege i požeške županije (1926), levéltári dokumentumok gyűjteménye
- Liječilište Topusko u Hrvatskoj (1929)
- Moja požeška sjećanja (1996)

A szlavóniai történelem kiemelkedő személyiségeiről és családjairól írt művei:
- Život i rad Ivana Henrika Pestalozzija (1896.)
- Janko Jurković. O stogodišnjici rođenja 1827. – 1927. (1927.)
- O grofovskoj porodici Jankovića-Daruvarskih (1930.)
- Dnevnik Ane Jelisave Janković, posljednje iz grofovske porodice Jankovića Daruvarskih (1933.)

## Emlékezete
A pozsegai általános iskolát (ahol tanított is) Kempfről nevezték el, és felállították szobrát, Branko Petrović akadémiai szobrászművész alkotását.